# Combat d'Ambon
Chouannerie
Batailles
La combat d'Ambon a lieu le 23 novembre 1793 lors de la chouannerie. Il s'achève par la victoire des chouans qui s'emparent par surprise du bourg d'Ambon.

## Prélude
En novembre 1793, la nouvelle de la traversée de la Loire par les Vendéens et du début de la Virée de Galerne provoque des troubles dans l'est du Morbihan, dans les environs de Muzillac et Rochefort-en-Terre, et plus particulièrement à Elven, Sulniac, Limerzel et Noyal-Muzillac. Plusieurs rassemblement de rebelles, menés par les frères de Silz sont opérés. Le Morbihan est alors dépourvu de troupes importantes, le représentant en mission Prieur de la Marne ayant envoyé l'essentiel des forces contre les Vendéens. Seuls quelques détachements de quelques centaines d'hommes sont réunis. Néanmoins l'un d'eux obtient un premier succès le 22 novembre, à Le Gorvello, en Sulniac, où il surprend et disperse un rassemblement de 200 à 300 insurgés. Dix paysans sont pris et fusillés. Cependant un rassemblement bien plus important est opéré à La Clarté, en Lauzach. Plus de 2 000 hommes de Lauzach, Berric et Noyal-Muzillac y sont présents, armés de faux et de fusils pour un petit nombre.

## Déroulement
Le 23 novembre, à trois heures du matin, les chouans, menés par les frères de Silz, se mettent en route pour Ambon. En chemin, ils apprennent le massacre du rassemblement du Gorvello, mais cette nouvelle les exalte au lieu de les décourager. 
Ambon est alors occupé par 60 volontaires d'un bataillon de Quimperlé commandés par le capitaine Pitel et par quelques gardes nationaux de Vannes sous les ordres du capitaine Poterel, à qui a été confié le commandement de la garnison. 
À cinq heures du matin, les insurgés attaquent le bourg. La porte de la caserne est forcée et les Républicains sont pour la plupart surpris en plein sommeil et fait prisonniers. Les insurgés s'emparent de 200 fusils, de munitions et de vivres.